# Llaudetazo
Llaudetazo es conocido con ese nombre el desmatelamiento de la sección de baloncesto del club deportivo español FC Barcelona decretada por el entonces presidente Enric Llaudet en el año 1961.
Una vez instaurada la Liga Española de Baloncesto (1957-1983), el Real Madrid ganó las primeras dos ediciones. En la tercera edición, el FC Barcelona se refuerza con grandes jugadores como José Luis Martínez, Alfonso Martínez, Jordi Bonareu, Joan Canals y gana la liga de España. Le sucederían otros dos títulos merengues. En 1961, Enric Llaudet, recién ingresado en la presidencia del FC Barcelona decide tomar una serie de acciones para reducir costes, entre ellas desmantelar la sección del basket del club blaugrana, vender al futbolista Luis Suárez Miramontes al Inter de Milán, y prescindir de jugadores como Ladislao Kubala y Antonio Ramallets. Un año más tarde,  Llaudet reconsidera la decisión ante la presión social y la sección vuelve a instaurarse.